# グレッグ・バーホルター
グレッグ・マシュー・バーホルター（Gregg Matthew Berhalter , 1973年8月1日 - ）は、アメリカ合衆国ニュージャージー州イングルウッド出身の元サッカー選手、現サッカー指導者。

## 選手時代

### アマチュア時代
アメリカ合衆国のニュージャージー州イングルウッドで生まれ、ニュージャージー州テナフライで育ち、ニュージャージー州ニューアークのセント・ベネディクト予備校でクラウディオ・レイナと高校のチームメイトであった。ノースカロライナ大学チャペルヒル校で大学サッカーをプレーした。1993年、彼は大学のオフシーズンをユナイテッドサッカーリーグのローリー・エクスプレスでプレーした。ボストン・レッドソックスの殿堂入り野球選手のカール・ヤストレムスキーの名付け子である。

### プロ時代

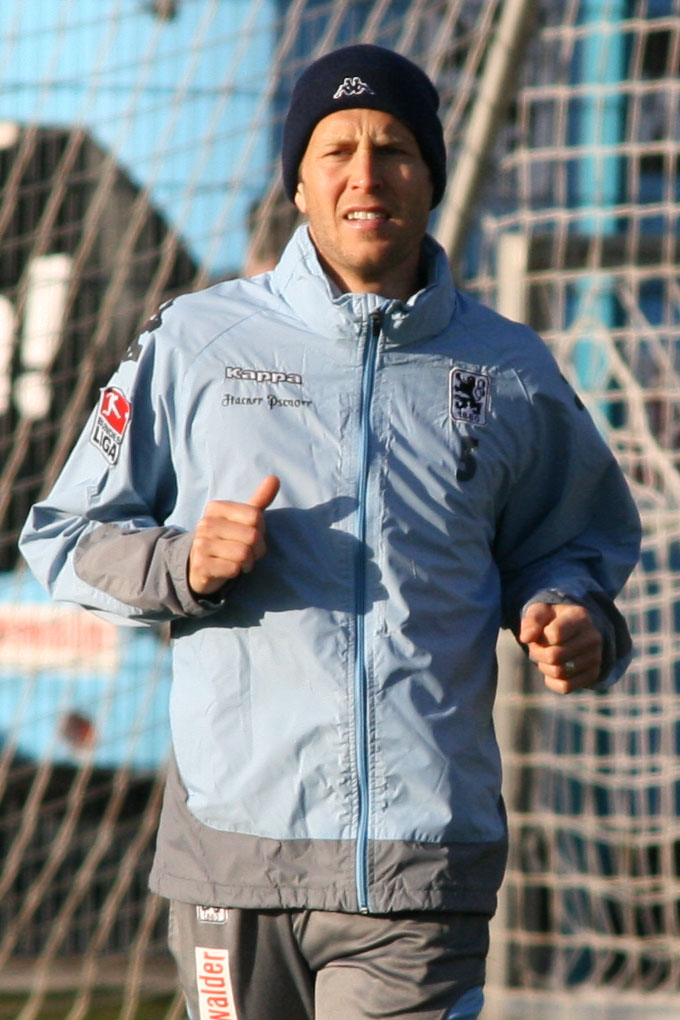
2007年のバーホルター

1994年、オランダのクラブのズヴォレと契約した。その後、スパルタ・ロッテルダムとカンブール・レーワルデン、イングランドのクリスタル・パレスでプレーをした。クリスタル・パレス時代にはブラッドフォード・シティを相手に1得点を挙げた。
2002年、ドイツ・ブンデスリーガのエネルギー・コットブスと契約。リーグ戦111試合に出場し、チームをブンデスリーガに再昇格させるためにキャプテンを務めた。2006年、ブンデスリーガ2部のTSV1860ミュンヘンと契約し、チームのキャプテンに任命された。その後、2年半ほど在籍し、リーグ戦73試合に出場した。
15年間のヨーロッパでのキャリアを経て、2009年4月、アメリカに戻りメジャーリーグサッカーと契約し、母国での初のクラブ契約となった。
2009年4月3日、ロサンゼルス・ギャラクシーと契約したことが明らかになった。最初のシーズンは、オマール・ゴンザレスを新人王に導いた一方で、ディフェンスのリーダーとして活躍し、失点が61から30に半減された。
2009年11月14日、ウェスタン・カンファレンス決勝のスコアレスで迎えた103分にゴールを決め、ヒューストン・ダイナモを2-0で破って、チームを2009年MLSカップに出場させた。これは、彼のクラブでの28試合出場での最初のゴールだった。
2年目のシーズンで、ロサンゼルス・ギャラクシーはサポーターズ・シールドを獲得した。
2011年10月12日、MLSシーズン終了後、現役引退することを発表した。

### 代表
1994年10月15日、サウジアラビア戦でアメリカ代表デビューを果たした。
2002 FIFAワールドカップでは、負傷したジェフ・アグースの代役として、2試合に出場し、クリスタル・パレスの選手として初めてワールドカップの試合に出場するなど、アメリカ代表として重要な役割を果たした。
2006年5月25日、負傷したコーリー・ギブスに代わり、2006 FIFAワールドカップのアメリカ代表チームの登録メンバーに加わった。

## 指導者時代

### ハンマルビーIF
ロサンゼルス・ギャラクシーのアシスタントコーチとしてシーズンを過ごした後、2011年12月12日にスウェーデンのハンマルビーIFの監督に就任した。2013年7月24日、「攻撃プレーの欠如」を理由に解任された。

### コロンバス・クルー
2013年11月6日、コロンバス・クルーのスポーツ・ディレクター兼監督に就任した。2014年、2015年、2017年、2018年にプレーオフに出場した。MLSカップ2015に進出したが、ホームでポートランド・ティンバーズに2-1で敗れた。

### アメリカ合衆国代表
2018年12月2日、アメリカ代表の監督に就任した。
2019年1月27日、パナマとの親善試合で監督としての初勝利を挙げた。
2021年8月1日、2021 CONCACAFゴールドカップでアメリカ代表を優勝に導いた。

## 人物
シカゴのレイク・ビューに妻と住んでおり、4人の子供がいる。 息子のセバスチャン・バーホルターはバンクーバー・ホワイトキャップスの選手である。兄のジェイは2020年に辞任するまでアメリカ合衆国サッカー連盟の最高商業責任者を務めていた。

## 代表歴

### 出場大会
- アメリカ代表
  - 2002 FIFAワールドカップ
  - 2006 FIFAワールドカップ

### 試合数
- 国際Aマッチ 44試合 0得点（1994年-2006年）[18]

| アメリカ代表 | 国際Aマッチ | 国際Aマッチ |
| 年           | 出場        | 得点        |
| ------------ | ----------- | ----------- |
| 1994         | 1           | 0           |
| 1995         | 1           | 0           |
| 1996         | 0           | 0           |
| 1997         | 0           | 0           |
| 1998         | 2           | 0           |
| 1999         | 5           | 0           |
| 2000         | 8           | 0           |
| 2001         | 4           | 0           |
| 2002         | 8           | 0           |
| 2003         | 3           | 0           |
| 2004         | 4           | 0           |
| 2005         | 6           | 0           |
| 2006         | 2           | 0           |
| 通算         | 44          | 0           |

## タイトル

### 選手時代
ロサンゼルス・ギャラクシー
- MLSカップ： 2011
- サポーターズ・シールド： 2010, 2011
- ウェスタン・カンファレンス： 2009, 2011

### 指導者時代
アメリカ合衆国代表
- CONCACAFネーションズリーグ： 2019
- CONCACAFゴールドカップ： 2021